# Eswatini Beverages
Eswatini Beverages Ltd (EBL) – eswatinijskie przedsiębiorstwo zajmujące się produkcją piwa i napojów bezalkoholowych z siedzibą w mieście Matsapha, w Dystrykcie Manzini, w środkowej części kraju.

## Historia
Początki firmy sięgają 1969 roku, kiedy to w Matsapha założony został browar Swaziland Breweries zatrudniający 21 pracowników, w tym czterech Niemców. 100-procentowym udziałowcem zakładu było przedsiębiorstwo South African Breweries z RPA. W 1981 roku 40% udziałów w firmie zakupiło Ministerstwo Przemysłu I Handlu Suazi oraz państwowy fundusz majątkowy Tibiyo Taka Ngwane. W tym samym roku utworzono w Manzini oddział przedsiębiorstwa o nazwie Ngwane Breweries zajmujący się produkcją napoi Imvelo i Imphilo (odpowiedniki południowoafrykańskich produktów Chibuku i Mageu) według tradycyjnych, lokalnych receptur. W 1984 roku powstała firma Swaziland Bottlers zajmująca się m.in. butelkowaniem i dystrybucją napojów marki Coca-Cola.
W 1995 roku przedsiębiorstwa Swaziland Breweries, Ngwane Breweries oraz Swaziland Bottlers połączono, tworząc spółkę Swaziland Beverages Limited (SBL) z siedzibą w Matsapha. W 2003 roku jej nazwę zmieniono na Eswatini Beverages Limited (EBL). W 2016 roku akcje przedsiębiorstwa SABMiller będącego właścicielem EBL wykupił belgijski koncern browarniczy AB InBev.

## Produkcja i marki
W 2013 roku w związku z modernizacją zakładu i tymczasowym wstrzymaniem produkcji, doszło do niedoboru piwa w całym kraju. Według stanu z 2014 roku Eswatini Beverages odpowiadało za 87% rynku piwa w Eswatini, wyprodukowało 227 hl piwa typu lager oraz 189 hl napojów bezalkoholowych. Do marek produkowanych przez EBL należą m.in.: Sibebe Premium Lager, Castle Lager, Redd’s, Carling Black Label, Budweiser i Corona